# Nokia 3300
Nokia 3300 — мобильный телефон фирмы Nokia, представленный 11 марта 2003. Отличается от остальных моделей необычным форм-фактором, называемым «тако», но не является первой моделью с таким форм-фактором (первая — Nokia 5510). Позиционировался как телефон для проигрывания музыки.
Для североамериканского рынка выпускалась модель 3300b, отличающаяся наличием QWERTY-клавиатуры.

## Дизайн
Модель имеет очень необычный дизайн: экран в центре, справа цифровая клавиатура, слева навигационные кнопки и кнопки управления музыкальным проигрывателем, снизу кнопки «Отклонить» и «Принять» и кнопки выбора. У телефона присутствует поддержка сменных панелей Xpress-on. Дизайн модели похож на Nokia N-Gage, который был представлен раньше, но выпущен позже, чем 3300.

## Функции
Телефон поддерживает MP3 и AAC аудио форматы, а также FM-радио. Есть возможность записи голоса (специальная кнопка снизу слева экрана). Внутренняя память — 4 МБ, есть поддержка карт MMC (в комплекте идет карта объемом 64 Мб, на которой уже записано несколько песен), а также GPRS. Диктофон записывает только радио-передачи или звук с любого источника имеющего аудио-выход в виде 3,5 мм разъема (для этого в комплект входит специальный кабель, который подключается к телефону и, например, обычному CD-плееру).